# Drehbasse

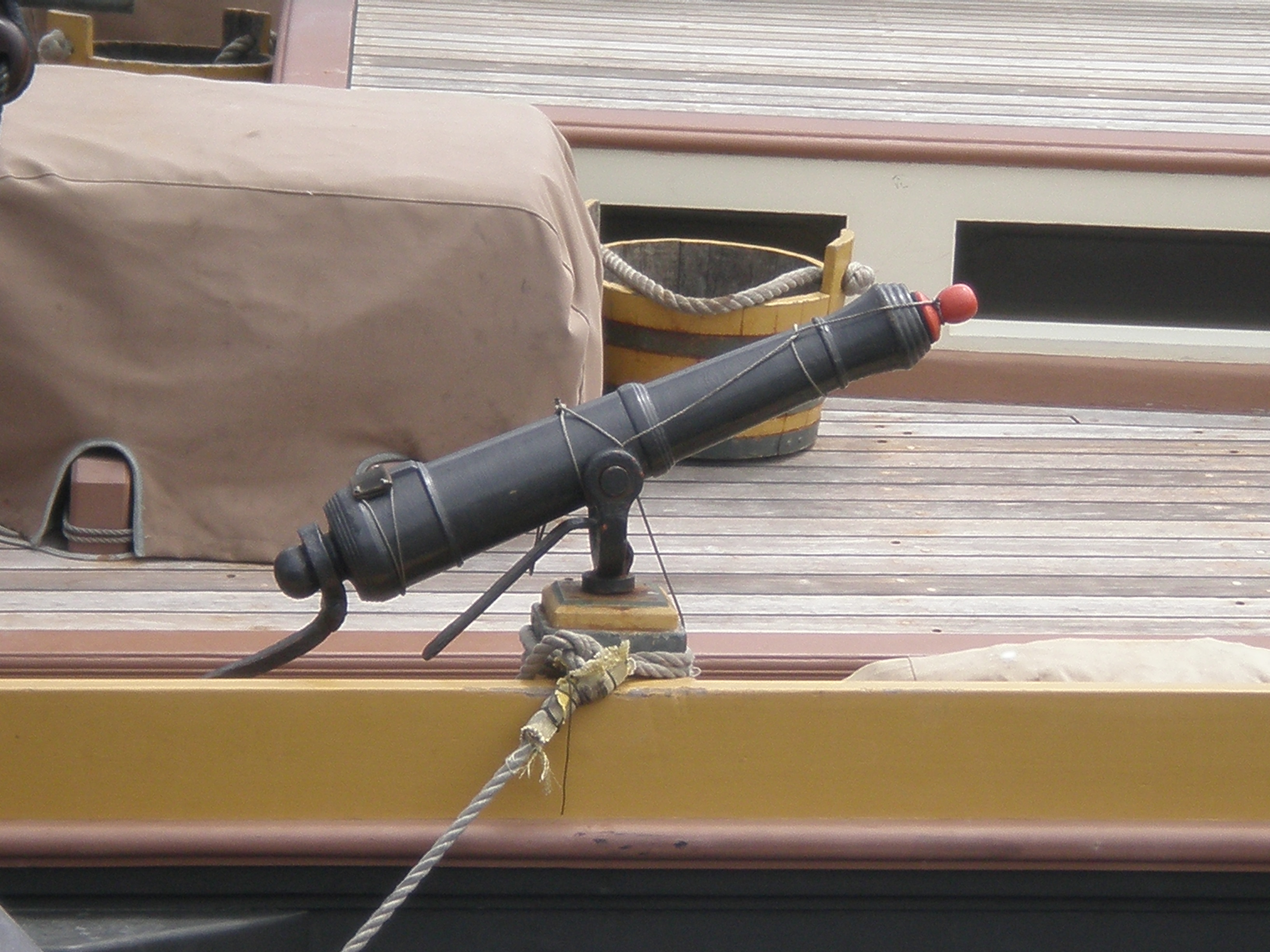
Drehbasse an Bord der Replika der Lynx von 1812

Eine Drehbasse (von engl. Swivel und buss, Dreh und Büchse), auch Drehbrasse, ist ein leichtes drehbares Geschütz kurzer Reichweite mit einem Kaliber bis etwa 5 cm, das meist auf der Schiffsreling auf einem Drehzapfen beweglich gelagert ist.
Drehbassen wurden auf Kriegs- und Handelsschiffen mitgeführt und primär gegen die Besatzung feindlicher Schiffe eingesetzt. Sie wurden meist nicht mit den für schwerere Kanonen verwendeten Vollkugeln, sondern mit (auch als Hagel bezeichnetem) grobem Schrot (gehacktes Blei, Eisen oder Nägel) oder später mit Kartätschen (in eine Papierhülle verpackter Schrot) geladen.

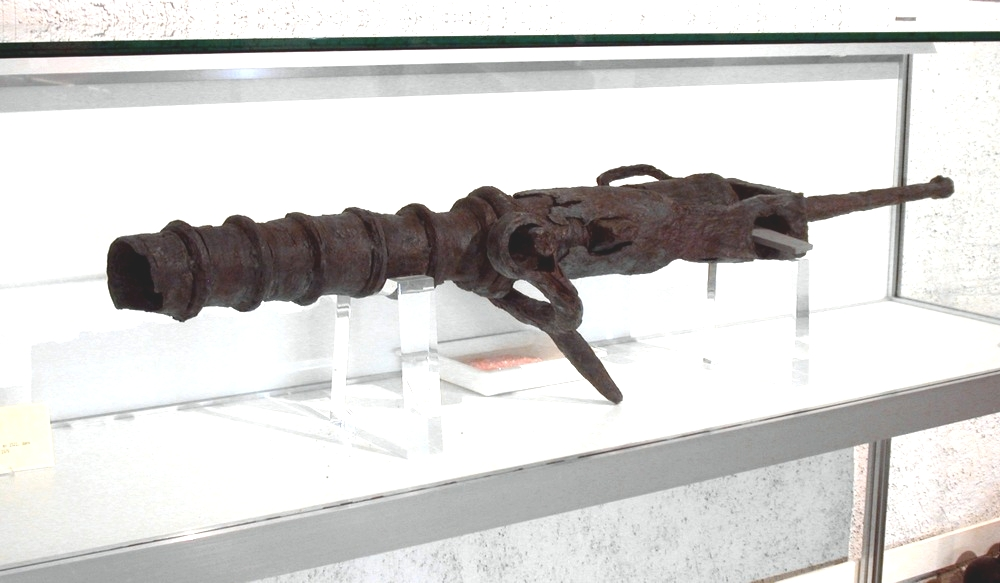
Frühe Drehbasse, Kammerlader, Standort Musée Militaire Vaudois, 1110 Morges, Schweiz

Drehbassen wurden zunächst mit aus Einzelteilen zusammengesetzten eisernen Stabringrohren als Hinterlader mit austauschbaren Kammern hergestellt. Später wurden sie als Vorderlader in einem Stück aus Bronze gegossen, was die Dauerhaftigkeit und Sicherheit der Waffen verbesserte, aus Preisgründen wurde auch Eisenguss verwendet.
Die gegen Ende des 18. Jahrhunderts aufgekommenen Karronaden waren größer und verschossen die gleiche Munition. Im Gegensatz zu den Drehbassen hatten sie keine Schildzapfen, sondern waren auf einer Pivotlafette montiert.